# 빼어날수
빼어날수는 대한민국의 싱어송라이터이다. 정규, 싱글음반 등 10여 장의 음반을 발표하였으며, 40여 장의 음반을 제작하였다.
원래 플라이투더스카이, 윤미래, 신승훈, 장나라 등의 코러스로 시작하였다. 뮤직비디오 및 CF 등의 감독 경력이 있다. 현재 콩나물엔터테인먼트의 대표이다.

## 출연방송
- SBS 생방송투데이(고정)
- kbc 생생정보통
- mbc 아이러브펫